# 민영수
민영수(閔泳壽, 1901년 ~ 1968년 8월 26일)는 대한민국 감사원장(초대 감찰위원장)이다. 경기고등학교졸업. 경성고등보통학교본과졸업,경성법학전문학교(서울법대)2회졸업,
일본 도호쿠 제국 대학을 졸업한 후 판사와 변호사 등으로 활동하였으며, 국회법제위원장, 제 2공화국 초대 감찰위원장(현 감사원장)을 역임함.